# Сертеги
Сертеги (исп. Cértegui) — город и муниципалитет на западе Колумбии, на территории департамента Чоко. Входит в состав субрегиона Сан-Хуан.

## История
Поселение, из которого позднее вырос город, было основано 16 октября 1775 года.

## Географическое положение

Муниципалитет Сертеги

Город расположен в центральной части департамента, на левом берегу реки Сертеги, к западу от горного хребта Западная Кордильера, на расстоянии приблизительно 34 километров к юго-юго-востоку (SSE) от города Кибдо, административного центра департамента. Абсолютная высота — 53 метра над уровнем моря.
Муниципалитет Сертеги граничит на севере с территориями муниципалитетов Эль-Атрато и Льоро, на северо-западе — с муниципалитетом Рио-Кито, на юго-западе — с муниципалитетом Уньон-Панамерикана, на юго-востоке — с муниципалитетом Истмина, на востоке — с муниципалитетом Багадо. Площадь муниципалитета составляет 342 км².

## Население
По данным Национального административного департамента статистики Колумбии, совокупная численность населения города и муниципалитета в 2015 году составляла 10 068 человек.
Динамика численности населения муниципалитета по годам:
| 2005 | 2006 | 2007 | 2008 | 2009 | 2010 | 2011 | 2012 | 2013 | 2014   | 2015   |
| ---- | ---- | ---- | ---- | ---- | ---- | ---- | ---- | ---- | ------ | ------ |
| 9524 | 9568 | 9625 | 9679 | 9745 | 9802 | 9854 | 9915 | 9968 | 10 010 | 10 068 |

Согласно данным переписи 2005 года мужчины составляли 49,9 % от населения Сертеги, женщины — соответственно 50,1 %. В расовом отношении негры, мулаты и райсальцы составляли 95,3 % от населения города; индейцы — 3,5 %; белые и метисы — 1,2 %.
Уровень грамотности среди всего населения составлял 78,5 %.

## Экономика
Основу экономики Сертеги составляют сельское хозяйство, лесозаготовка и добыча полезных ископаемых.

## Транспорт
К западу от города проходит национальное шоссе № 13 (исп. Ruta Nacional 13).